# ガッジョ・モンターノ
ガッジョ・モンターノ（伊: Gaggio Montano）は、イタリア共和国エミリア＝ロマーニャ州ボローニャ県にある、人口約4,800人の基礎自治体（コムーネ）。

## 地理

### 位置・広がり

#### 隣接コムーネ
隣接するコムーネは以下の通り。括弧内のMOはモデナ県所属を示す。
- カステル・ダイアーノ
- カステル・ディ・カージオ
- グリッツァーナ・モランディ
- リッツァーノ・イン・ベルヴェデーレ
- モンテーゼ (MO)
- アルト・レーノ・テルメ
- ヴェルガート

### 気候分類・地震分類
ガッジョ・モンターノにおけるイタリアの気候分類 (it) および度日は、zona E, 2983 GGである。
また、イタリアの地震リスク階級 (it) では、zona 3 (sismicità bassa) に分類される。

## 行政

### 分離集落
ガッジョ・モンターノには以下の分離集落（フラツィオーネ）がある。
- Affrico, Abetaia, Bombiana, Marano sul Reno, Pietracolora, Rocca Pitigliana, Silla, Santa Maria Villiana